# Sonic Pinball Party
Sonic Pinball Party (jap.: ソニック ピンボール パーティー, Hepburn: Sonikku Pinbōru Pātī) ist ein Pinball-Videospiel, das von Sonic Team und Jupiter Corporation entwickelt und von Sega erstmals im Juni 2003 für Game Boy Advance veröffentlicht wurde.
In diesem Spiel sind drei virtuelle Flipperautomaten enthalten, die an die Sega-Spieleserien Sonic the Hedgehog, Nights into Dreams … und Samba de Amigo angelehnt sind. Es verfügt über einen kleinen Handlungs-Spielmodus und mehreren Einzel- sowie Mehrspieler-Modi.
Es ist der indirekte Nachfolger von Sonic the Hedgehog Spinball (1993).

## Handlung
Nachdem Sonic ein weiteres Mal die dunklen Machenschaften von Dr. Eggman vereiteln konnte, nimmt dieser daraufhin die kleinen Tierchen in Casinopolis gefangen. Um sie zu befreien, muss Sonic an den Pinball-Spielen des Egg Cup Tournament teilnehmen. Sonic übertrifft nacheinander die Highscores von Knuckles, Tails, Amy und schließlich im Finale von Metal Sonic, ehe er mit einem Sieg über Dr. Eggman wie vereinbart die gefangenen Tierchen befreit.

## Gameplay
Es wird auf virtuellen Flipperautomaten gespielt, in denen bis zu drei Kugeln pro Versuch möglichst viele Punkte zusammentragen sollen und Ringe gesammelt werden, indem sie mit den Wänden und Zielen auf dem Tisch kollidieren. Auf Tastendruck lassen sich der linke und der rechte Flipperarm bewegen, welche die Kugel wieder nach oben befördern können. Ebenso sind Tilts, also leichte Tischbewegungen, auf Knopfdruck möglich. Nach Verlust aller drei Spielbälle wird eine Endpunktzahl angegeben.
Es gibt insgesamt drei verschiedene Pinballtische im Spiel. Im Handlungs-Spielmodus spielt man ausschließlich auf dem Sonic-Tisch. Hinzu kommen im Arcade-Spielmodus Tische mit Bezug auf die Sega-Spieleserien Nights into Dreams … und Samba de Amigo, die ebenso im Party-Spielmodus für Mehrspieler spielbar sind und auch die Spielmodi Hot Potato, Hockey und Ladder Climb enthält. Die in den bisher genannten Spielmodi gesammelten Ringe können im Casinopolis-Spielmodus ausgegeben werden, der über die Minispiele Roulette, Slots und Bingo verfügt. Darüber hinaus ist ein Tutorial und ein Optionsmenü auswählbar.
Abgesehen vom Kernspiel ist Sonic Pinball Party eines der drei Game-Boy-Advance-Spiele neben Sonic Advance (2001) und Sonic Advance 2 (2002), welche den Modus Tiny Chao Garden enthalten. Darin kann man seine Chao-Figuren aus einem Ei schlüpfen lassen, es füttern und pflegen sowie die Umgebung ändern. Im Vergleich zum Tiny Chao Garden von Sonic Advance haben Chao ein wenig mehr Fähigkeiten, zudem wurde ein Minispiel ausgetauscht. Mit einem speziellen Verbindungskabel namens „DOL-011“ kann man seinen Game Boy Advance mit einem Nintendo GameCube verbinden und so seine Chao-Figuren zwischen dem Tiny Chao Garden und dem Chao Garden von den GameCube-Spielen Sonic Adventure 2 Battle (2001), Sonic Adventure DX: Director’s Cut (2003) oder Phantasy Star Online Episode I & II (2002) beliebig transferieren.

## Neuveröffentlichungen
Für den Game Boy Advance erschienen 2005 die Spielesammlungen 2 Games in 1: Sonic Advance & Sonic Pinball Party (Nordamerika, Europa), 2 Games in 1: Sonic Battle & Sonic Pinball Party (Japan, Europa) und 2 Games in 1: Sonic Pinball Party & Columns Crown (nur in Europa).

## Rezeption
Sonic Pinball Party wurde vorwiegend positiv bewertet. Viele Medien und Vertreter der Fachpresse nahmen das Spiel als gute Pinball-Umsetzung mit Sega-Charakteren im Rahmen der Möglichkeiten des Game Boy Advance auf.

„Bunter Flipper mit netten Minispielen, aber wenig Tischen und dezent obskurer Ballphysik.“

„Sehr actionreiches Flipperspiel mit vielen Extras – besser als Pinball of the Dead!“

„Klasse Pinball, vor allem mit Freunden zusammen! Wo Langzeitmotivation und Multiplayer stimmen, fehlt erstaunlicherweise eine anständige Ballphysik.“